# 法頭
法頭（ほうず）は、飛鳥時代（7世紀）に設置された官職の一つ。寺院・僧尼の検校を担当したと想定される。
推古天皇32年（624年）4月、一人の僧が斧で祖父を打ったという事件があった。天皇は蘇我馬子を呼び出して、ほかの寺院でも同様の事件がないか調べさせた。この時に百済の僧侶・観勒は、「仏法が西国（インド）から漢に至り、300年を経て百済に伝来してから僅か100年です。百済王が日本の天皇の賢哲を聞いて、仏像及び内典を貢上して、100年にもなっていません。だから、このような時に僧尼は未だに俗法を習っていないので、たやすく悪逆なことを犯すのです。そのため、もろもろの僧尼はかしこまってしまい、どうすればよいか分からないのです。どうか悪逆のあったもの以外は、全部許して罪にしないで下さい。これが大きな御仏の功徳です」と上表した。
天皇はこれを聞き入れて、「道を修める人も法を犯すものだ。どのようにして俗人に教誨しようか。それ故、今後、僧正・僧都を任命して、僧尼を検校することにする」という詔を出した。
以上のように、観勒を僧正とし、鞍部徳積（くらつくり の とくしゃく）を僧都とし、同じ日に阿曇連を「法頭」にした、とあるのが初出である。
法頭は、大化の改新の一環で出された法令により本格的に設置され、大化元年（645年）8月、孝徳天皇は敏達・推古両天皇の例にならい、十師を定めて僧を指導したとあり、さらに寺院経営が困難な場合は天皇自身が援助するとして、「寺司」と「寺主」を任命し、諸寺を巡って、「僧尼・奴婢・田畝の実態を験（かんが）えて、尽く明らかにし、報告せよ」という詔を出し、3人の俗人である来目臣と、三輪色夫君と額田部連甥を「法頭」にした、とある。
以上のことより、俗人を任命し、諸国の寺院を巡回して、寺院や僧尼の実状を明らかにすることがその職務だと考えられるが、具体的な実態は不詳である。
いずれにしても、仏教を政治から分離せず、中央集権のために統制策をとったものと考えられる。また律令制の僧綱制に一本化されるまでは、僧尼の監督機関である僧正・僧都と、諸寺の財政を監督する法頭とに分かれていたことも分かる。これは中国の北朝の制度に倣ったもので、寺院の財産監督機関であった典寺曹が法頭のもとになったものと想像される。